# 蓬错
蓬错（藏語：བུལ་མཚོ，威利转写：bul mtsho，THL：Bül Tso）位于中国西藏自治区北部那曲市境内，地跨班戈县和安多县两县，地处念青唐古拉山北麓，湖面海拔4522米，面积135.7平方公里。湖区气候寒冷干燥，年均气温-2℃左右，年均降水量300～400毫米。湖水主要靠地表径流补给。301省道从湖南岸经过。